# Canton du Mesnil-Esnard
Pour les articles homonymes, voir Esnard.
Le canton du Mesnil-Esnard est une circonscription électorale française du département de la Seine-Maritime créée par le décret du 27 février 2014. Elle tient lieu de circonscription d'élection des conseillers départementaux et entre en vigueur lors des premières élections départementales suivant la publication du décret.

## Histoire
Un nouveau découpage territorial de la Seine-Maritime entre en vigueur à l'occasion des premières élections départementales suivant le décret du 27 février 2014. Les conseillers départementaux sont, à compter de ces élections, élus au scrutin majoritaire binominal mixte. Les électeurs de chaque canton élisent au Conseil départemental, nouvelle appellation du Conseil général, deux membres de sexe différent, qui se présentent en binôme de candidats. Les conseillers départementaux sont élus pour 6 ans au scrutin binominal majoritaire à deux tours, l'accès au second tour nécessitant 12,5 % des inscrits au 1er tour. En outre la totalité des conseillers départementaux est renouvelée. Ce nouveau mode de scrutin nécessite un redécoupage des cantons dont le nombre est divisé par deux avec arrondi à l'unité impaire supérieure si ce nombre n'est pas entier impair, assorti de conditions de seuils minimaux. Dans la Seine-Maritime, le nombre de cantons passe ainsi de 69 à 35.
Le canton du Mesnil-Esnard est formé de communes des anciens cantons de Darnétal (11 communes), de Buchy (21 communes), de Boos (7 communes) et de Clères (5 communes). Il est entièrement inclus dans l'arrondissement de Rouen. Le bureau centralisateur est situé au Mesnil-Esnard.

## Représentation
| Période élective | Période élective | Mandat | Mandat   | Identité        | Nuance | Nuance | Qualité |
| ---------------- | ---------------- | ------ | -------- | --------------- | ------ | ------ | --- |
| 2015             | 2021             | 2015   | 2021     | Hélène Brohy    |        | DVD    | Adjointe au maire de Franqueville-Saint-Pierre (jusqu'en 2020)                                                                  |
| 2015             | 2021             | 2015   | 2021     | Patrick Chauvet |        | DVD    | Maire de Buchy (2001-2020) Sénateur de la Seine-Maritime (depuis 2020) Ancien conseiller général du canton de Buchy (2001-2015) |
| 2021             | 2028             | 2021   | en cours | Julien Demazure |        | LR     | Responsable relations sociales Maire de La Neuville-Chant-d'Oisel (depuis 2014)                                                 |
| 2021             | 2028             | 2021   | en cours | Delphine Duramé |        | DVD    | Responsable de la communication et des actions marketing Maire de Boissay (depuis 2020)                                         |

### Résultats détaillés

#### Élections de mars 2015
À l'issue du 1er tour des élections départementales de 2015, deux binômes sont en ballottage : Hélène Brohy et Patrick Chauvet (Union de la Droite, 41,98 %) et Katy De Leest et Claude Souday (FN, 26,61 %). Le taux de participation est de 52,56 % (18 002 votants sur 34 248 inscrits) contre 49,48 % au niveau départemental et 50,17 % au niveau national.
Au second tour, Hélène Brohy et Patrick Chauvet (Union de la Droite) sont élus avec 70,8 % des suffrages exprimés et un taux de participation de 51,4 % (11 259 voix pour 17 607 votants et 34 253 inscrits).
Patrick Chauvet est sénateur UC. Il appartient au parti Les Centristes.

#### Élections de juin 2021
Le premier tour des élections départementales de 2021 est marqué par un très faible taux de participation (33,26 % au niveau national). Dans le canton du Mesnil-Esnard, ce taux de participation est de 35,5 % (12 680 votants sur 35 723 inscrits) contre 32,19 % au niveau départemental. À l'issue de ce premier tour, deux binômes sont en ballottage : Julien Demazure et Delphine Duramé (Union à droite, 32,69 %) et Christophe Hoguet et Annie Vidal (Union au centre et à droite, 24,05 %).
Le second tour des élections est marqué une nouvelle fois par une abstention massive équivalente au premier tour. Les taux de participation sont de 34,36 % au niveau national, 32,06 % dans le département et 35,06 % dans le canton du Mesnil-Esnard. Julien Demazure et Delphine Duramé (Union à droite) sont élus avec 62,27 % des suffrages exprimés (6 729 voix pour 12 527 votants et 35 733 inscrits),,.

## Composition
Le nouveau canton du Mesnil-Esnard comprenait quarante-quatre communes entières à sa création.
À la suite de la création de la commune nouvelle de Buchy au 1er janvier 2017, le canton comprend désormais quarante-deux communes entières.
| Nom                                      | Code Insee | Intercommunalité          | Superficie (km2) | Population (dernière pop. légale) | Densité (hab./km2) | Modifier                                    |
| ---------------------------------------- | ---------- | ------------------------- | ---------------- | --------------------------------- | ------------------ | ------------------------------------------- |
| Le Mesnil-Esnard (bureau centralisateur) | 76429      | Métropole Rouen Normandie | 5,07             | 7 998 (2022)                      | 1 578              | modifier les données · modifier les données |
| Auzouville-sur-Ry                        | 76046      | CC Inter-Caux-Vexin       | 7,98             | 681 (2022)                        | 85                 | modifier les données · modifier les données |
| Bierville                                | 76094      | CC Inter-Caux-Vexin       | 2,22             | 320 (2022)                        | 144                | modifier les données · modifier les données |
| Blainville-Crevon                        | 76100      | CC Inter-Caux-Vexin       | 14,80            | 1 227 (2022)                      | 83                 | modifier les données · modifier les données |
| Bois-d'Ennebourg                         | 76106      | CC Inter-Caux-Vexin       | 7,04             | 576 (2022)                        | 82                 | modifier les données · modifier les données |
| Bois-Guilbert                            | 76107      | CC Inter-Caux-Vexin       | 8,13             | 290 (2022)                        | 36                 | modifier les données · modifier les données |
| Bois-Héroult                             | 76109      | CC Inter-Caux-Vexin       | 6,59             | 168 (2022)                        | 25                 | modifier les données · modifier les données |
| Bois-l'Évêque                            | 76111      | CC Inter-Caux-Vexin       | 7,21             | 616 (2022)                        | 85                 | modifier les données · modifier les données |
| Boissay                                  | 76113      | CC Inter-Caux-Vexin       | 6,63             | 426 (2022)                        | 64                 | modifier les données · modifier les données |
| Boos                                     | 76116      | Métropole Rouen Normandie | 14,03            | 3 975 (2022)                      | 283                | modifier les données · modifier les données |
| Bosc-Bordel                              | 76120      | CC Inter-Caux-Vexin       | 11,95            | 453 (2022)                        | 38                 | modifier les données · modifier les données |
| Bosc-Édeline                             | 76121      | CC Inter-Caux-Vexin       | 6,19             | 371 (2022)                        | 60                 | modifier les données · modifier les données |
| Buchy                                    | 76146      | CC Inter-Caux-Vexin       | 26,30            | 2 789 (2022)                      | 106                | modifier les données · modifier les données |
| Cailly                                   | 76152      | CC Inter-Caux-Vexin       | 5,44             | 736 (2022)                        | 135                | modifier les données · modifier les données |
| Catenay                                  | 76163      | CC Inter-Caux-Vexin       | 5,88             | 697 (2022)                        | 119                | modifier les données · modifier les données |
| Elbeuf-sur-Andelle                       | 76230      | CC Inter-Caux-Vexin       | 5,87             | 446 (2022)                        | 76                 | modifier les données · modifier les données |
| Ernemont-sur-Buchy                       | 76243      | CC Inter-Caux-Vexin       | 4,04             | 293 (2022)                        | 73                 | modifier les données · modifier les données |
| Franqueville-Saint-Pierre                | 76475      | Métropole Rouen Normandie | 8,56             | 6 081 (2022)                      | 710                | modifier les données · modifier les données |
| Fresne-le-Plan                           | 76285      | CC Inter-Caux-Vexin       | 6,88             | 547 (2022)                        | 80                 | modifier les données · modifier les données |
| Grainville-sur-Ry                        | 76316      | CC Inter-Caux-Vexin       | 5,38             | 437 (2022)                        | 81                 | modifier les données · modifier les données |
| Héronchelles                             | 76359      | CC Inter-Caux-Vexin       | 6,71             | 145 (2022)                        | 22                 | modifier les données · modifier les données |
| Longuerue                                | 76396      | CC Inter-Caux-Vexin       | 5,36             | 342 (2022)                        | 64                 | modifier les données · modifier les données |
| Martainville-Épreville                   | 76412      | CC Inter-Caux-Vexin       | 7,61             | 730 (2022)                        | 96                 | modifier les données · modifier les données |
| Mesnil-Raoul                             | 76434      | CC Inter-Caux-Vexin       | 6,76             | 1 210 (2022)                      | 179                | modifier les données · modifier les données |
| Montmain                                 | 76448      | Métropole Rouen Normandie | 6,04             | 1 499 (2022)                      | 248                | modifier les données · modifier les données |
| Morgny-la-Pommeraye                      | 76453      | CC Inter-Caux-Vexin       | 6,48             | 1 068 (2022)                      | 165                | modifier les données · modifier les données |
| La Neuville-Chant-d'Oisel                | 76464      | Métropole Rouen Normandie | 21,83            | 2 376 (2022)                      | 109                | modifier les données · modifier les données |
| Pierreval                                | 76502      | CC Inter-Caux-Vexin       | 3,88             | 522 (2022)                        | 135                | modifier les données · modifier les données |
| Préaux                                   | 76509      | CC Inter-Caux-Vexin       | 18,95            | 1 856 (2022)                      | 98                 | modifier les données · modifier les données |
| Rebets                                   | 76521      | CC Inter-Caux-Vexin       | 3,67             | 147 (2022)                        | 40                 | modifier les données · modifier les données |
| La Rue-Saint-Pierre                      | 76547      | CC Inter-Caux-Vexin       | 7,68             | 784 (2022)                        | 102                | modifier les données · modifier les données |
| Ry                                       | 76548      | CC Inter-Caux-Vexin       | 5,71             | 786 (2022)                        | 138                | modifier les données · modifier les données |
| Saint-Aignan-sur-Ry                      | 76554      | CC Inter-Caux-Vexin       | 8,00             | 341 (2022)                        | 43                 | modifier les données · modifier les données |
| Saint-André-sur-Cailly                   | 76555      | CC Inter-Caux-Vexin       | 12,28            | 805 (2022)                        | 66                 | modifier les données · modifier les données |
| Saint-Denis-le-Thiboult                  | 76573      | CC Inter-Caux-Vexin       | 10,25            | 501 (2022)                        | 49                 | modifier les données · modifier les données |
| Saint-Germain-des-Essourts               | 76581      | CC Inter-Caux-Vexin       | 9,37             | 377 (2022)                        | 40                 | modifier les données · modifier les données |
| Saint-Germain-sous-Cailly                | 76583      | CC Inter-Caux-Vexin       | 4,01             | 310 (2022)                        | 77                 | modifier les données · modifier les données |
| Sainte-Croix-sur-Buchy                   | 76571      | CC Inter-Caux-Vexin       | 13,80            | 672 (2022)                        | 49                 | modifier les données · modifier les données |
| Servaville-Salmonville                   | 76673      | CC Inter-Caux-Vexin       | 7,85             | 1 118 (2022)                      | 142                | modifier les données · modifier les données |
| Vieux-Manoir                             | 76738      | CC Inter-Caux-Vexin       | 8,13             | 770 (2022)                        | 95                 | modifier les données · modifier les données |
| La Vieux-Rue                             | 76740      | CC Inter-Caux-Vexin       | 5,51             | 576 (2022)                        | 105                | modifier les données · modifier les données |
| Yquebeuf                                 | 76756      | CC Inter-Caux-Vexin       | 6,51             | 239 (2022)                        | 37                 | modifier les données · modifier les données |
| Canton du Mesnil-Esnard                  | 7621       |                           | 352,58           | 46 301 (2022)                     | 131                | modifier les données                        |

## Démographie
En 2022, le canton comptait 46 301 habitants, en évolution de +1,64 % par rapport à 2016 (Seine-Maritime : +0,35 %, France hors Mayotte : +2,11 %).
| 2013   | 2018   | 2022   |
| ------ | ------ | ------ |
| 44 322 | 45 764 | 46 301 |